# Incident na albánsko-jugoslávské hranici 13. dubna 1999
Incident na albánsko-jugoslávské hranici 13. dubna 1999 se odehrál ve vypjaté atmosféře války v Kosovu. Jugoslávská armáda překročila hranice svého státu a z Kosova vstoupila na území Albánie. Pěchota se dostala až 12 km za hranici do prostoru mezi městy Krumë a Kukës, než byla zastavena palbou ze strany bojovníků Kosovské osvobozenecké armády. 

## Události

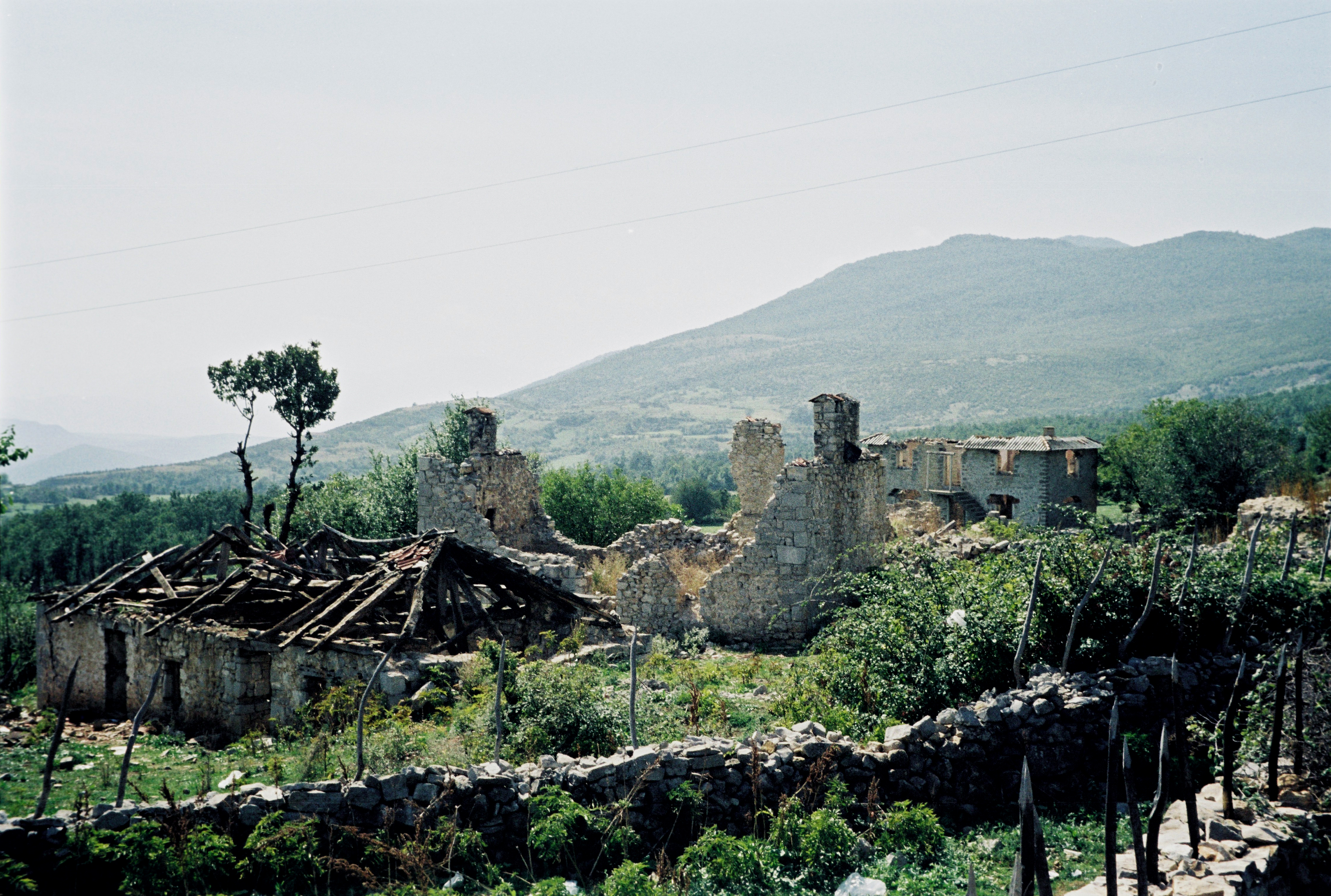
Zníčený dům u albánsko-jugoslávské hranice poblíž řeky Bílý Drin

Albánská armáda, která byla rozmístěna na jižní straně hranice, měla za rozkaz neopětovat palbu v případě, že by z území Kosova došlo k jakýmkoliv ozbrojeným akcím. Důvodem byly velmi napjaté vztahy mezi oběma zeměmi během války v Kosovu. Jugoslávští představitelé opakovaně obviňovali Tiranu z toho, že poskytuje vojenskou podporu bojovníkům Kosovské osvobozenecké armády a v Bělehradě panovalo rozhořčení nad tím, že albánští politici v Tiraně podporují bombardování jejich státu vojsky NATO.
Cílem jugoslávského vojska během dané operace byla eliminace jednotek Kosovské osvobozenecké armády, které se před jugoslávskou armádou skrývaly na území Albánie mezi kosovsko-albánskými uprchlíky. Jugoslávští vojáci na albánském území bombardovali několik vesnic a zapálili několik domů. Při náletu jugoslávského letectva se albánské protivzdušné obraně podařilo sestřelit jedno letadlo MiG-29.
Do dvou hodin od začátku palby byla na místo poslány jednotky a tanky albánské armády, aby zastavily postup jugoslávských vojsk. Následně se jugoslávské vojsko stáhlo. Po incidentu přerušila Albánie diplomatické vztahy se Svazovou republikou Jugoslávií; jugoslávská strana popřela, že její vojska pronikla přes společnou hranici.

## Reakce
V souladu s mezinárodními válečnými normami mohla Albánie vyhlásit válku s Jugoslávií, když parašutisté překročili albánské území. Přestože Albánie a Organizace pro bezpečnost a spolupráci v Evropě (OBSE) potvrzují vniknutí srbských vojsk na území Albánie, Jugoslávie popřela, že by k jakémukoli napadení došlo.
- Svazová republika Jugoslávie: Ministerstvo zahraničních věcí odmítlo jakýkoli vpád a obvinilo Albánii ze zadržování teroristů. Uvedla, že jugoslávská vzdušná vojska nevstoupila do Albánie.
- Albánie: Ministerstvo zahraničních věcí uvedlo, že „srbské pěchotní jednotky pronikly až do dvou kilometrů do vnitřku Albánie po dvou hodinách bombardování na naší straně.“ 18. dubna Albánie a Jugoslávie přerušily všechny diplomatické vztahy.
- Turecko: Premiér Bülent Ecevit prohlásil, že „v případě potřeby bude Turecko bránit s Albánií suverenitu a nezávislost albánských přátelských a bratrských lidí“.